# Rhododendron abietifolium
Rhododendron abietifolium är en ljungväxtart som beskrevs av Herman Otto Sleumer. Rhododendron abietifolium ingår i släktet rododendron, och familjen ljungväxter. Inga underarter finns listade i Catalogue of Life.